# National Wrestling Alliance

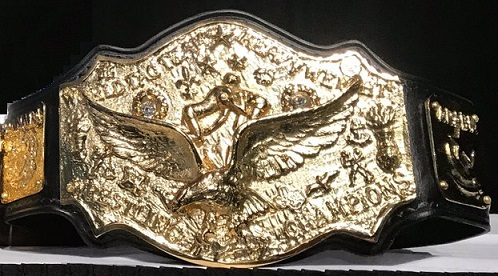
Cinturó del títol del campionat.

La National Wrestling Alliance (o bé NWA) és el consell d'administració o una aliança per als grups de lluita lliure professional afiliats a l'empresa National Wrestling Alliance. La NWA opera des de l'any de 1948, abans dels anys 80, va actuar com el grup majoritari que governava la major part de la lluita lliure professional en el món.

## Història
La NWA fou fundada l'any de 1948, en aquesta època hi havia moltes federacions que reclamaven tenir el campionat mundial en les seves mans, però pocs d'ells van tenir suport fora de la seva promoció llar. El concepte de la NWA era consolidar aquests campionats en un sol gran campionat mundial, un campió que fos reconegut a través de totes aquestes federacions.
En 1948, Pinkie George, un promotor de l'Oest Mitjà, va fundar la versió original de la National Wrestling Alliance amb el suport de cinc altres promotors (AL Haft, Tony Strecher, Harry Light, Orville Brown, Paul George, Sam Muchnick). La Junta directiva novament-formada de NWA reconeguda com el campió mundial de les promocions de membre. Durant el regnat del segon Món del NWA World Heavyweight Champion, Lou Thesz, de 1949 a 1956, el campionat va ser unificat amb diversos títols mundials que competien, tal com aquests reconegut per la National Wrestling Association i l'American Wrestling Alliance (AWA) a Boston, i a Los Angeles la versió Olímpica de Sala del títol mundial, així va legitimitzant el reclam del seu títol, que és un Títol mundial unificat amb un llinatge que continua avui en dia.
En arribar a ser al preservador per Lou Thesz, el 1950, Muchnick, que va ser el cap del S. El Club de Lluita de Louis, va arribar a ser el nou President de NWA, i va mantenir aquesta posició fins al 1960, quan Verne Gagne es va separar del NWA, i va formar el AWA. Fred Kohler va arribar a ser President de NWA després d'arribar a ser al preservador principal per a un nou Company el "Nature Boy" Buddy Rogers, triomfant el reemplaçament de Muchnick Tunney Franco, abans del Doc Karl Sarpolis, el promotor de NWA a Yellow, Texas, va arribar a ser el President després que promogués una lluita, en el qual el reconegut campió de NWA en Groc, Killer Kowalski, perdés amb Rogers a l'octubre de 1962. Buddy Rogers va arribar a ser el lluitador més popular del seu temps, i va dominar la lluita i les exhibicions en la part del nord-est dels EUA. Després que Rogers perdés oficialment el seu títol de NWA amb Lou Thesz el 1963, la promoció del nord-este de NWA Capitol Sports Wrestling ara WWE va poder separar-se amb èxit de la NWA i reconèixer a Rogers com el seu campió, que duu a Muchnick per ser President de NWA una vegada més.
El concepte va ser molt senzill però també molt efectiu en altres dies abans qualsevol promoció de lluita va rebre l'exposició per tot el país en la televisió. Els membres de NWA van dividir l'Amèrica del Nord (inclusivament els Estats Units, Canadà, i Mèxic) així com el Japó, en els territoris que cada promotor "posseiria" i operaria. Tenir un territori va significar que cap altre membre de NWA podria promoure lluita en aquesta àrea, i si promotors independents van tractar de promoure en el territori, llavors els altres grups de membre van ser obligats a manar les estrelles a ajudar per força intrusa fora. Suposadament, les amenaces de la violència o la venjança física van ser utilitzades contra promotors que van desatendre el sistema del territori. Si qualsevol territori membre trencava les normes de NWA ells van encarar l'expulsió, i així van arriscar perdent fora a tenir a lluitadors amb persones molt conegudes apareixen en els seus territoris. Així el NWA va utilitzar un "carrot and stick" l'enfocament a mantenir el sistema del territori. Per a la majoria dels promotors sota l'estela de la NWA, els beneficis de l'associació van ser ben valorats els drets. Generalment, el territori de President de NWA va ser el territori principal.
Més enllà del benefici de tenir altres promocions per a utilitzar en cas que hagués un intrús, els territoris van obtenir també les visites periòdiques del World Heavyweight Champion de la NWA. El campió mundial no va tenir una "casa territori", com a tal, però viatjaria de territori en territori, i defensaria el títol contra les estrelles més grans en aquest territori. Molts promotors construirien a l'aparença de les setmanes de campió mundial o mesos en l'avanç, fent els iguals de títol mundial que molt més especial. En aquella època, cada promoció va tenir generalment la televisió que va mostrar en estacions locals en el seu territori només que va significar que els *fans locals només veien al campió mundial quan ell arribava a la seva àrea, i no durant tot l'any. No va ser tot just el campió que viatjaria els territoris, sovint lluitadors de temps d'una àrea diferent vindrien en un territori (sovint els "tipus dolents") i correrien un angle o dos amb les cares més grans (tipus bons) de les promocions. També, si el local va ser cansat mai d'un lluitador, ell podria anar a un nou territori sencers i el treball amb les audiències que no ho va saber.

## Presidents de la NWA
D'ençà que la NWA va ser fundada el 1948, hi ha hagut 20 presidents diferents a l'empresa. El 2005, en la meeting anual de la NWA, la posició de President va ser absorbida per la posició de "Director Executiu".
| #  | President                       | Any       | Lloc de promoció                                           |
| -- | ------------------------------- | --------- | ---------------------------------------------------------- |
| 1  | Paul "Pinkie" George            | 1948-1950 | NWA Iowa                                                   |
| 2  | Sam Muchnick                    | 1950-1960 | Sam Muchnick Sports Attractions / St. Louis Wrestling Club |
| 3  | Frank Tunney                    | 1960-1961 | Maple Leaf Wrestling                                       |
| 4  | Fred Kohler                     | 1961-1962 | NWA Chicago                                                |
| 5  | Karl Sarpolis                   | 1962-1963 | NWA Western States Sports                                  |
| 6  | Sam Muchnick                    | 1963-1975 | St. Louis Wrestling Club                                   |
| 7  | Jack Adkisson (Fritz Von Erich) | 1975-1976 | World Class Championship Wrestling                         |
| 8  | Edward Gossett (Eddie Graham)   | 1976-1978 | Championship Wrestling from Florida                        |
| 9  | Bob Geigel                      | 1978-1980 | Central States Wrestling                                   |
| 10 | Jim Crockett, Jr.               | 1980-1982 | Jim Crockett Promotions                                    |
| 11 | Bob Geigel                      | 1982-1985 | Central States Wrestling                                   |
| 12 | Jim Crockett, Jr.               | 1985-1986 | Jim Crockett Promotions                                    |
| 13 | Bob Geigel                      | 1986-1987 | Central States Wrestling                                   |
| 14 | Jim Crockett, Jr.               | 1987-1991 | Jim Crockett Promotions                                    |
| 15 | Jim Herd                        | 1991-1992 | World Championship Wrestling                               |
| 16 | Seiji Sakaguchi                 | 1992-1993 | New Japan Pro Wrestling                                    |
| 17 | Howard Brody¹                   | 1993-1995 | NWA Florida                                                |
| 17 | Dennis Coralluzzo               | 1993-1995 | Championship Wrestling America                             |
| 17 | Steve Rickard                   | 1993-1995 | All-Star Pro Wrestling                                     |
| 18 | Steve Rickard                   | 1995-1996 | All-Star Pro Wrestling                                     |
| 19 | Howard Brody                    | 1996-2001 | NWA Florida                                                |
| 20 | Jim Miller                      | 2001-2002 | Pro Wrestling eXpress                                      |
| 21 | Richard Arpin                   | 2002-2003 | NWA Tri-State                                              |
| 22 | Bill Behrens                    | 2003-2004 | NWA Wildside                                               |
| 23 | Ernie Todd                      | 2004-2005 | Canadian Wrestling Federation                              |
| 24 | Robert Trobich²                 | 2005–     |                                                            |

¹ En Brody va substituir en Jim Crockett, Jr. en un curt espai de temps.

² Trobich és el primer Director Executiu de la NWA, després que en el meeting anual del 2005 de la NWA canviés la posició de President a la de Director Executiu.